# Manderen

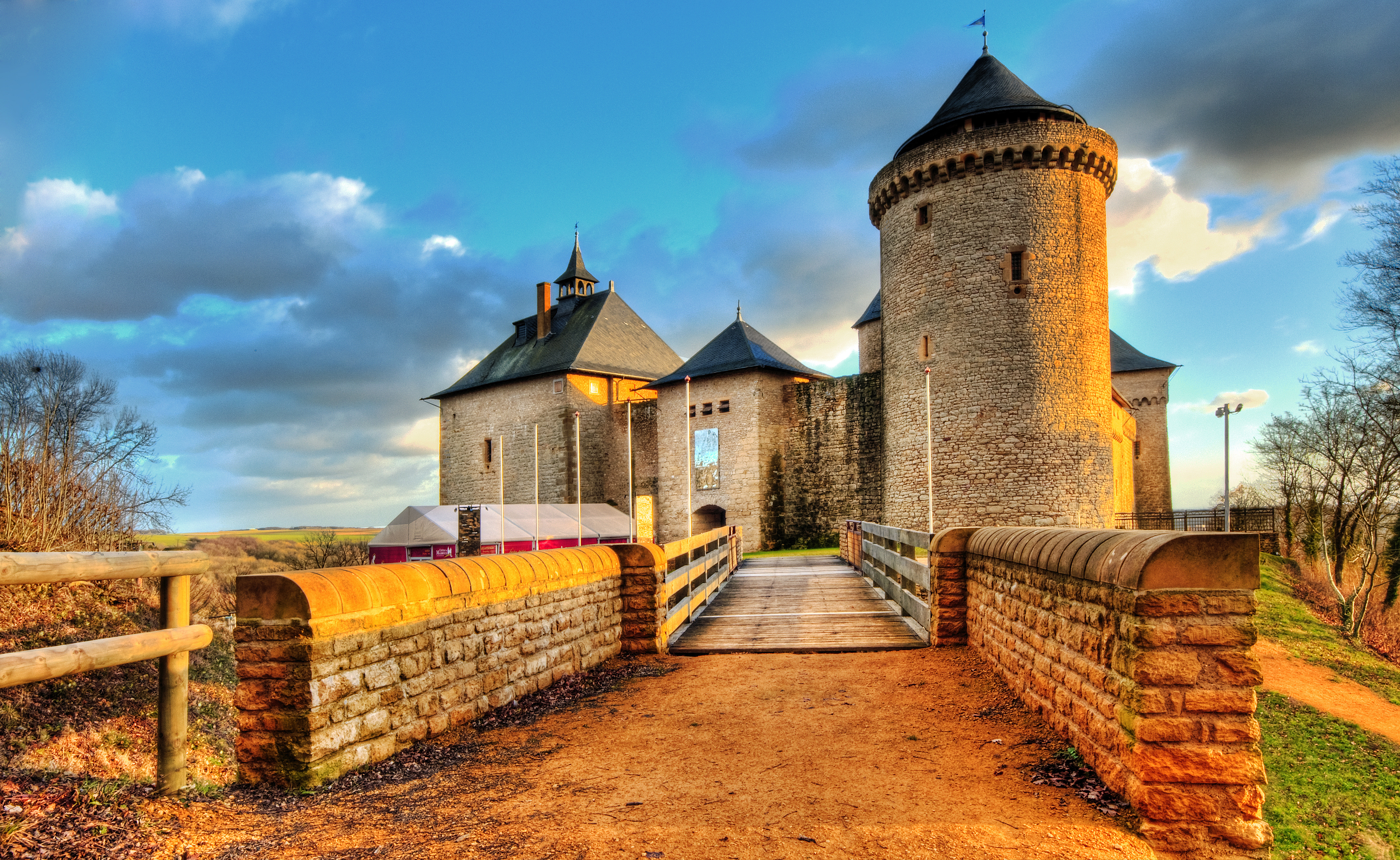
Kasteel van Malbrouck

Manderen (Duits:Mandern) is een plaats en voormalige gemeente in het Franse departement Moselle in de regio Grand Est en telt 422 inwoners (2006). De plaats maakt deel uit van het arrondissement Thionville.
In Manderen bevindt zich het kasteel Malbrouck.

## Geschiedenis
Manderen was eeuwenlang een exclave van Luxemburg. Na 1815 behoorde het toe aan Pruisen, totdat het in 1834 werd toegewezen aan Frankrijk.
Manderen is op 1 januari 2019 gefuseerd met de gemeente Ritzing tot de commune nouvelle Manderen-Ritzing. De voormalige gemeenten kregen de status van commune déléguée tot deze werd opgeheven per gemeentelijk besluit van 21 januari 2019.

## Geografie
De oppervlakte van Manderen bedraagt 9,0 km², de bevolkingsdichtheid is 42,6 inwoners per km².
De onderstaande kaart toont de ligging van Manderen met de belangrijkste infrastructuur en aangrenzende gemeenten.

## Demografie
Onderstaande figuur toont het verloop van het inwonertal.